# Hr-Sinfonieorchester
hr-Sinfonieorchester er radioorkesteret for Hessischer Rundfunk, det offentlige transmitterende medieselskab i den tyske delstat Hessen. Indtil 2005 hed det Radio-Sinfonie-Orchester (RSO) Frankfurt, et navn det stadig bruger på international turneer.

## Chefdirigenter
- 1929-1937 Hans Rosbaud
- 1937-1945 Otto Frickhoeffer
- 1946-1953 Kurt Schröder
- 1955-1961 Otto Matzerath
- 1961-1974 Dean Dixon
- 1974-1990 Eliahu Inbal
- 1990-1997 Dmitrij Kitajenko
- 1997-2006 Hugh Wolff
- 2006-nu Paavo Järvi